# Анцинг
Анцинг (нем. Anzing) — община в Германии, в земле Бавария.
Подчиняется административному округу Верхняя Бавария. Входит в состав района Эберсберг. Население составляет 3583 человека (на 31 декабря 2010 года). Занимает площадь 16,19 км².